# 男性連帯
男性連帯（朝鮮語：남성연대）は、盧武鉉政権時代に発足した大韓民国の市民運動団体と人権団体、男性団体、男性主義運動団体である。2006年11月24日に結成した反フェミニズム男性解放連帯の後継として、2008年1月24日結成された。初代代表は成在基である。韓国男性軍兵役服務者の軍加算点復活運動、男女逆差別撤廃運動、男性卑下反対運動と韓国女性のための一方的特権廃止運動などを推進している。

## 概要
韓国の過激女性活動家と女性至上主義者の男女逆差別、韓国軍服務の加算点廃止、男性の地位低下などに反発して成在基等韓国の人権活動家たちによって2008年1月24日結成された。 軍加算点復活運動、女性の好み廃止運動、虚偽性暴行申告被害男性、男性一人親家庭の支援などを推進した。
2011年韓国女性家族部の"家族"の名称について裁判所に名称使用禁止仮処分申請を提起し、2012年には堤川女性図書館で男性立ち入り禁止に抗議する各種デモを主催した。2012年大統領選挙では、10項目"女性家族部の廃止、男性育児休業休暇の強制使用と男性専業主婦家事労働認定"などの要求した。 他男性連帯は韓国男性の逆差別反対運動と兵役服務者尊重し、女性部廃止運動等を続けて韓国政府に要求している。

## 沿革
- 2006年11月28日：反フェミニズム男性解放連帯創立
- 2007年1月4日：女性部廃止運動本部創立
- 2007年12月:大韓民国の第17代大統領選挙で李明博候補が大統領に当選した後、大統領職引継ぎ委員会の女性部の廃止を強く促した。大統領職引継ぎ委員会で当時の女性部廃止運動を行った。
- 2008年1月：両団体の統合男性連帯を開始して常任代表にソンジェギ（成在基？）を選出した。